# Ta-tchung
Ta-tchung (čínsky pchin-jinem Dàtóng, znaky 大同) je městská prefektura v Čínské lidové republice, kde patří k provincii Šan-si. Celá prefektura má rozlohu 14 071 čtverečních kilometrů a v roce 2020 v ní žilo přes tři miliony obyvatel, z toho zhruba půldruhého milionu přímo ve městě.
U Ta-tchungu se nachází jeskyně Jün-kang, jeskynní komplex zapsaný na seznam Světového dědictví UNESCO.

## Poloha
Ta-tchung leží zhruba 300 kilometrů od Pekingu v nadmořské výšce přes 1000 metrů nad mořem. Prefektura je nejsevernější v provincii Šan-si. Na západě hraničí s prefekturou Šuo-čou, na jihu s prefekturou Sin-čou, na východě s provincií Che-pej (konkrétněji s její prefekturou Čang-ťia-kchou) a na severu s Vnitřním Mongolskem.

## Administrativní členění
Městská prefektura Ta-tchung se člení na deset celků okresní úrovně, a sice čtyři městské obvody a šest okresů.
| Pching-čcheng Jün-kang Sin-žung Jün-čou okres · Jang-kao okres · Tchien-čen okres · Kuang-ling okres · Ling-čchiou okres · Chun-jüan okres · Cuo-jün |        |                       |                    |                                  |
| Název | Název  | Počet obyvatel (2020) | Rozloha km² (2020) | Hustota zalidnění (obyv. na km²) |
| český přepis | znaky  | Počet obyvatel (2020) | Rozloha km² (2020) | Hustota zalidnění (obyv. na km²) |
| Městský obvod |        |                       |                    |                                  |
| Pching-čcheng | 平城区 | 1 105 699             | 237                | 4 669                            |
| Jün-kang | 云冈区 | 684 753               | 742                | 923                              |
| Sin-žung | 新荣区 | 88 664                | 1 104              | 80                               |
| Jün-čou | 云州区 | 151 087               | 1 483              | 102                              |
| Okresy |        |                       |                    |                                  |
| Jang-kao | 阳高县 | 191 981               | 1 610              | 119                              |
| Tchien-čen | 天镇县 | 160 691               | 1 688              | 95                               |
| Kuang-ling | 广灵县 | 154 253               | 1 209              | 128                              |
| Ling-čchiou | 灵丘县 | 212 771               | 2 734              | 78                               |
| Chun-jüan | 浑源县 | 237 749               | 1 939              | 123                              |
| Cuo-jün | 左云县 | 117 943               | 1 325              | 89                               |
| |        |                       |                    |                                  |
| Celkem | Celkem | 3 105 591             | 14 071             | 221                              |

## Doprava
Přes jádro Ta-tchungu vede železniční trať Peking – Pao-tchou. Na samotném jihu prefektury (přes Ling-čchiou) vede železniční trať Peking – Jüan-pching.

## Partnerská města
- Ómuta, Japonsko